# Malariatherapie
Die Malariatherapie ist eine historische Behandlungsform, die bei verschiedenen Krankheiten eingesetzt wurde. Dabei wurde der Patient absichtlich mit einer relativ harmlosen Form der Malaria infiziert. Durch Injektion oder provozierte Mückenstiche wurden Plasmodien, die einzelligen Erreger der Malaria, auf Patienten übertragen, um deren Erkrankung durch die Fieberschübe der Malaria zu heilen.
Die bei der Malariatherapie absichtlich ausgelöste Malaria wird auch Impfmalaria, künstliche, therapeutische oder induzierte Malaria genannt, um sie von einer unbeabsichtigt oder "natürlich" erworbenen Malaria zu unterscheiden.
Die Malariatherapie war vor der Antibiotika-Ära die einzige wirksame Therapie bei Progressiver Paralyse, einem Spätstadium der Syphilis. Bei anderen Erkrankungen ist der Einsatz umstritten und experimentell. In jüngster Zeit wurde die Malariatherapie zur Behandlung der Borreliose und der HIV-Erkrankung vorgeschlagen und z. T. versuchsweise eingesetzt. Weil sie gegenüber anderen Behandlungsmöglichkeiten geringere Erfolgsaussichten oder gefährlichere und den Patienten belastendere Nebenwirkungen aufweist und bisher bei keiner Erkrankung in einer kontrollierten Studie der Nachweis der Wirksamkeit geführt werden konnte, gilt die Malariatherapie als überholt. Die US-amerikanische Gesundheitsbehörde "Center for Disease Control" fordert dazu auf, bei Patienten festgestellte Malariatherapien den Behörden zu berichten.

## Entdeckung
1917, während des Ersten Weltkriegs, griff Julius Wagner-Jauregg, Direktor der Niederösterreichischen Landesheil- und Pflegeanstalt für Nerven- und Geisteskranke in Wien, seinen bereits dreißig Jahre alten Vorschlag auf und impfte neun Patienten, die an Progressiver Paralyse erkrankt waren, mit dem Blut eines Malaria-Kranken. Er beobachtete eine Wirkung, die erheblich günstiger war als bei allen bisher eingesetzten Therapieverfahren, und arbeitete eine mit Arsphenamin kombinierte Vorgehensweise aus, die bald weithin anerkannt und für deren Entdeckung ihm 1927 der Nobelpreis für Medizin verliehen wurde. Wenn die Malariatherapie beim Auftreten erster Symptome der Paralyse angewandt wurde, konnte bei über 80 % der behandelten Patienten eine komplette Remission beobachtet werden (Im Jahr 1918 berichtete er auch über erste Erfolge bei der Behandlung von Psychosen mit Aufimpfung von Malaria).

## Methodik
Zum Einsatz kommen Plasmodien, die eine Malaria tertiana auslösen. Zwei unterschiedliche Verfahren der Übertragung werden benutzt: Impfung von infektiösem Blut oder Stich einer Plasmodien übertragenden Mücke.

### Erregerkultivierung
Die Malariatherapie ist technisch am einfachsten durchzuführen, wenn an einem Krankenhaus zu jedem Zeitpunkt einige Patienten behandelt werden und zugleich als "Kulturmedien" für den benutzten Erregerstamm dienen. Den Patienten wird während der typischen Fieberschübe Blut, das Plasmodien im Merozoiten-Stadium enthält, entnommen, um damit andere Patienten zu impfen und neu zu infizieren. Um das Risiko der Verbreitung anderer Krankheitserreger möglichst gering zu halten, wird aber vorzugsweise Blut von an Malaria erkrankten, sonst gesunden Personen verwandt, wenn es verfügbar ist.

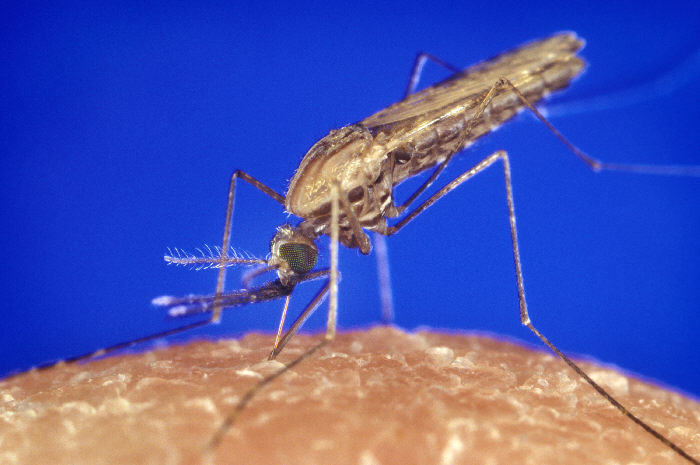
Stechende Anopheles-Mücke

Aufwändiger ist die Zucht von Anopheles-Mücken, ihre Infizierung und die Übertragung der Plasmodien im Sporozoiten-Stadium durch Mückenstich. Um die Dosis der übertragenen Erreger zu kontrollieren, ist es notwendig, die Konzentration der Sporozoiten in der Speicheldrüse der Mücken zu bestimmen. Am englischen Horton Malaria Laboratory in Epsom, Surrey wurden zwischen 1926 und 1960 13.000 Paralyse-Patienten mit Malaria behandelt, dazu wurden insgesamt über 100.000 Mücken gezüchtet.
Konserviertes Blut, das die Erreger enthält, ist weniger zuverlässig einsetzbar, es wurde kein brauchbares Verfahren entwickelt, um während Transport oder Lagerung eine hinreichende Virulenz der Plasmodien aufrechtzuerhalten. Deshalb praktizierten vorwiegend wenige große Zentren die Malariatherapie.

### Therapie

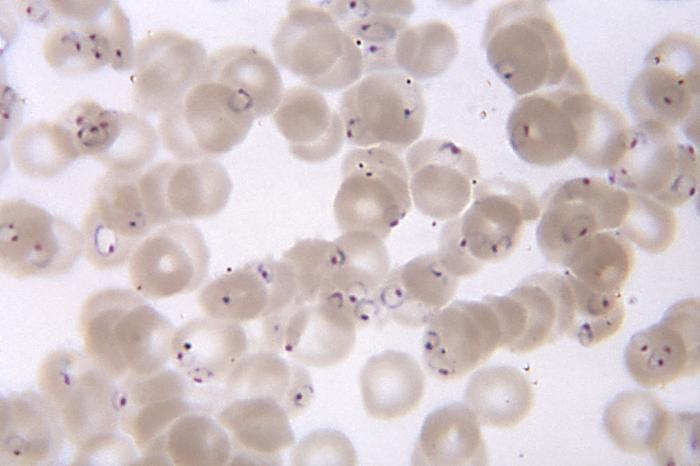
Erythrozyten mit Plasmodien

Bei der Blut-Übertragung der Malariaerreger werden 5 bis 10 ml Blut intramuskulär oder intravenös verabreicht. Nach fünf bis zehn Fieberschüben, die gewöhnlich alle 48 Stunden auftreten und mehr als zwölf Stunden andauern, wird die Malariatherapie mit Chinin, Chloroquin oder einem anderen Anti-Malaria-Mittel, das die im Blut lebenden Erreger tötet, beendet. Zu hohes Fieber oder zu lange anhaltende Fieberschübe können mit einer Dosis, die die Parasitenmenge hinreichend verkleinert, kupiert werden.
Die wesentlichen Gegenanzeigen sind Herz- und Kreislaufkrankheiten wegen der körperlichen Belastung unter Fieber über 40 Grad Celsius sowie Blut- und Milzerkrankungen, insbesondere Anämie, wegen der Zerstörung einer großen Zahl roter Blutkörperchen durch die Plasmodien. Komplikationen, auf die besonders zu achten ist, sind Kaliummangel, Hypoglykämie und akutes Nierenversagen sowie eine Milzruptur. Nach Monaten oder Jahren kann es zum Wiederaufflammen der Malaria kommen, weil Erreger in der Leber in einem gegen Anti-Malaria-Mittel resistenten Ruhezustand (Hypnozoiten) verharren können.
Weil es kein geeignetes Verfahren gibt, Krankheitserreger im Blut abzutöten, ohne dabei die Virulenz der Plasmodien zu vermindern, ist die gleichzeitige Übertragung anderer Erkrankungen ein Risiko bei der Malariatherapie. Dies gilt auch für die Übertragung durch Mücken.
Wenn in der Umgebung des Krankenhauses natürlicherweise Anopheles-Mücken vorkommen, die Malaria übertragen können, muss mit Fliegengittern und -netzen in den Zimmern behandelter Patienten eine unkontrollierte Ausbreitung der Malaria verhindert werden.

## Wirkungsmechanismus
Plasmodien aktivieren das Immunsystem so intensiv, dass vermutlich genügend immunkompetente Zellen und immunologisch aktive Zytokine wie Interleukine und Tumornekrosefaktor entstehen, um eine Krankheit zu bekämpfen, die bis dahin opportunistisch hat bestehen können. Schon Wagner-Jauregg vermutete, dass der Effekt nicht auf die Veränderung der Körpertemperatur allein (Therapeutische Hyperthermie) zurückzuführen ist. Nach neueren Untersuchungen beruht möglicherweise die Wirkung auf erkranktes Nervengewebe bei Progressiver Paralyse auch auf einer direkten Stimulierung der Regeneration von Neuronen durch Zytokine.
Anschaulich wird die Aktivierung der körpereigenen Abwehr auch als "Umstimmung" bezeichnet. Vertreter der Alternativen Medizin, die therapeutisch gern auf Selbstheilungskräfte setzen, sehen in der Malariatherapie eine "biologische" Methode der Abwehrsteigerung.

## Experimenteller Einsatz
Zu Forschungszwecken Krankheitserreger wie die der Malaria auf Menschen zu übertragen, ist ethisch fragwürdig, selbst wenn es das Ziel ist, kurative Behandlungsmethoden für unheilbare Erkrankungen zu finden. Es werden zwar gelegentlich auftretende Besserungen schwerer Erkrankungen auf durchgemachte Infektionen mit hohem Fieber zurückgeführt, auch schreiben vergleichende epidemiologische Studien Infektionen wie der Malaria eine Schutzfunktion vor bestimmten Erkrankungen zu. Diese Motivationen werden aber angesichts der Risiken und Nebenwirkungen der Malariatherapie im Allgemeinen als nicht ausreichend angesehen. Therapieversuche wurden deshalb häufig in Kriegszeiten unternommen, wenn menschlichem Leben ein geringerer Wert beigemessen wurde, und vorzugsweise an Insassen von Gefängnissen, Konzentrationslagern oder psychiatrischen Krankenhäusern. Jedenfalls bis Mitte der 1960er Jahre wurde die Malariatherapie an der Klinik Hoff in Wien, u. a. an Heimkindern angewendet.
| Schizophrenie             | Gerhard Rose, Leiter der tropenmedizinischen Abteilung am Robert Koch-Institut in Berlin und des Malaria-Forschungsinstituts in Pfafferode bei Mühlhausen, führte während der nationalsozialistischen Diktatur auf der Suche nach einer Therapie der Schizophrenie Versuche an Patienten psychiatrischer Krankenhäuser mit Malariaerregern durch, auch mit Erregern der gefährlicheren Malaria tropica. Die Unterlagen wurden bei Kriegsende 1945 von US-amerikanischen Behörden sichergestellt. Rose wurde 1947 im Nürnberger Ärzteprozess zu lebenslänglicher Haft verurteilt. |
| Tuberkulose               | Claus Schilling, Tropenmediziner, unternahm im Konzentrationslager Dachau von 1942 bis 1945 Versuche mit Malariaerregern an Häftlingen und Kriegsgefangenen, darunter auch zur Therapie schwerer Infektionserkrankungen, namentlich der Tuberkulose. Im ersten Dachauer Prozess wurde er deshalb zum Tode verurteilt und 1946 hingerichtet. Unterlagen der Experimente waren vor Befreiung des Lagers vernichtet worden. |
| Krebs                     | Werner Zabel, Leiter einer Privatklinik in Berchtesgaden, setzte die Malariatherapie zwischen 1950 und 1970 versuchsweise bei 19 Patienten mit Krebserkrankungen ein. Wegen technischer Schwierigkeiten und damit verbundener Gefahren wurden die Versuche eingestellt. Eine Auswertung wurde nicht veröffentlicht, "auf unerklärliche Weise kamen die hierüber geführten Protokolle mit den Verläufen und Ergebnissen abhanden." |
| Thrombangiitis obliterans | F. Corelli behandelte in Italien die Thrombangiitis obliterans (Winiwarter-Bürger'sche Erkrankung) mit Malaria. Er veröffentlichte darüber bis 1973 in italienischen Fachzeitschriften. |
| Borreliose                | Anfang der 1990er Jahre wurde in den USA davor gewarnt, sich in Mexiko mit Malaria gegen Borreliose behandeln zu lassen. |
| HIV                       | Henry Heimlich, Chen Xiao Ping und ein Forschungsteam in Guangzhou veröffentlichten 1997 und 2003 Ergebnisse von Pilotstudien zur Malariatherapie von HIV-Kranken. Wegen Verstoßes gegen Regeln für medizinische Versuche wurde gegen beteiligte US-amerikanische Forscher von Seiten ihrer Hochschule ermittelt. |

## Andere Parasitentherapien
- Blutegeltherapie
- Madentherapie